# Општина Хагиг (Ковасна)
Хагиг (рум. Hăghig) општина је у Румунији у округу Ковасна.
Oпштина се налази на надморској висини од 553 m.